# SC Bregenz
Schwarz-Weiß Bregenz – austriacki klub piłkarski, założony w austriackim mieście Bregencja.

## Historia
Klub założony został w 1919 roku. Ostatni raz w pierwszej lidze wystąpił w sezonie 2004/2005, kiedy to zajął ostatnie 10. miejsce i spadł do II ligi. Ponieważ klub nie uzyskał zawodowej licencji, został zdegradowany do piątej ligi (Landesliga Vorarlberg).

## Europejskie puchary
Legenda do wszystkich tabel:
- Q – runda eliminacyjna, 1/16, 1/8, 1/4, 1/2 – odpowiednia faza rozgrywek, Grupa – runda grupowa, 1r gr – pierwsza runda grupowa, 2r gr – druga runda grupowa, F – finał, R – runda, PO – play-off
- k. – rzuty karne, los. – losowanie, Dogr. – dogrywka, w. – zasada bramek strzelonych na wyjeździe

| Sezon | Rozgrywki        | Runda | Przeciwnik            | Dom | Wyjazd | Ogólnie |
| ----- | ---------------- | ----- | --------------------- | --- | ------ | ------- |
| 2002  | Puchar Intertoto | 1R    | Enosis Neon Paralimni | 3–1 | 2–0    | 5–1     |
| 2002  | Puchar Intertoto | 2R    | Torino Calcio         | 1–1 | 0–1    | 1–2     |
| 2004  | Puchar Intertoto | 1R    | İnter Baku            | 0–3 | 1–2    | 1–5     |